# 米科拉伊夫卡 (海尼切斯克區)
46°6′21″N 34°36′27″E / 46.10583°N 34.60750°E

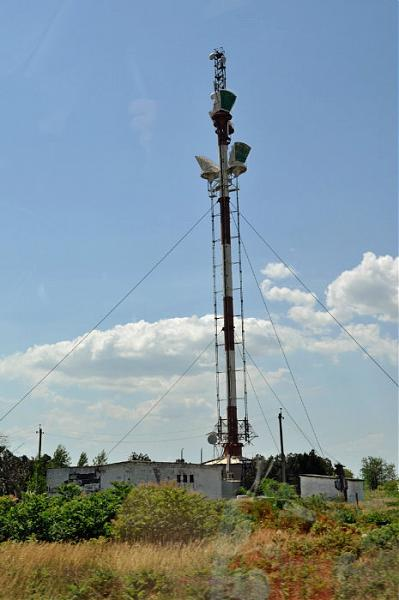

米科拉伊夫卡（烏克蘭語：Миколаївка），是烏克蘭的村落，位於該國南部赫爾松州，由海尼切斯克區的海尼切斯克市鎮負責管轄，始建於十九世紀，面積66.7平方公里，海拔高度8米，2013年人口620，人口密度每平方公里9.3人。